# الرحبة (قرية)
الرحبة قرية تتبع مركز الفريش في منطقة المدينة المنورة بالسعودية، تقع في شمال غرب المدينة المنورة وتبعد عنها 60 كم.

## التاريخ
قال البكري الأندلسي
أخبرني الحرمي بن أبي العلاء عن الزبير عن محمد بن موسى بن طلحة عن عبد الله بن عمر بن عثمان النحوي عن أنيس بن ربيعة الأسلمي أنه قال: "غدوت يوما إلى أبي عبيدة بن عبد الله بن زمعة وهو محتل بالرحبة فألفيت عنده جماعة منا ومن غيرنا فأتاه آت فقال له ذاك النصيب منذ ثلاث بالفرش من ملل متلدد كأنه واله في أثر قوم ظاعنين فنهض أبو عبيدة ونهضنا معه فإذا نصيب على المنحر من صفر فلما عايننا وعرف أبا عبيدة هبط فسأله عن أمره فأخبره أنه تبع قوما سائرين وأنه وجد آثارهم ومحلهم بالفرش فاستولهه ذلك فضحك به أبو عبيدة والقوم وقالوا له إنما يهتر إذا عشق من انتسب عذريا فأما أنت فما لك ولهذا فاستحيا وسكن وسأله أبو عبيدة هل قلت في مقامك شعرا قال نعم وأنشد:
قال فانصرف به أبو عبيدة إلى منزله وأطعمه وكساه وحمله وانصرف وهو يقول: